# Domingos das Neves
Pour les articles homonymes, voir Neves.
Domingos das Neves est un footballeur portugais né et mort à des dates inconnues. Il évoluait au poste d'attaquant.

## Biographie

### En club
D'abord joueur du Vitória Setúbal lors de la saison 1921-1922, il évolue sous les couleurs du Ginásio Olhanense entre 1922 et 1924.
Domingos das Neves est joueur du SC Olhanense de 1924 à 1928.
En 1928, il rejoint le Vitória Setúbal. Après trois saisons à Setúbal, il raccroche les crampons en 1931.

### En équipe nationale
International portugais, il reçoit une unique sélection en équipe du Portugal en amical. Le 18 juin 1925, il dispute un match contre l'Italie (victoire 1-0 à Lisbonne).